# Ана Рібейро
Ана Марія дель Кармен Рібейро Гутьєррес (нар. 22 жовтня 1955), відома як Ана Рібейро — уругвайська історик, письменниця та професор. Її твори засновані на нарисах та романах, що стосуються історичних подій країни.

## Життєпис
Ана Рібейро народилася в Монтевідео 22 жовтня 1955. У 1981 здобула звання випускника історичних наук зі спеціалізацією "універсальна історія" Республіканського університету. 
У 2008 здобула диплом про вищу освіту (DEA) в докторантурі "Основи історичних досліджень" в Саламанкському університеті. Її дисертація про роялістський опір на осі Асунсьйон — Монтевідео під час воєн за незалежність, вперше опублікована в 2013 під назвою Los Muy Fieles. Leales a la corona en el proceso revolucionario rioplatense. Montevideo-Asunción 1810–1820, виграла "Premio Extraordinario" від Саламанкського університету за найкращу дисертацію року.
Рібейро викладає з 1988, переважно в Католицькому університеті Уругваю. У цій школі вона викладала курси "Історіографічні течії", "Національна історіографічна майстерня" (керівником якої вона є також), "Історіографія ХХ століття", "Основні течії думок на Заході", "Теорії спілкування IV", та "Соціальна теорія III", якою вона керує з 2007.
Вона також працювала в Instituto de Profesores Argitas з 1992 по 2004, викладаючи "Історію історіографії" та "Теорію та методологію історії". Протягом 1999 та 2000 викладала курс "Національна історіографія", частина аспірантури з історичних досліджень в CLAEH.
У 1999 Рібейро брала участь членом журі на телебаченні Teledoce в серіалі "Martini y Antel preguntan". З 2000 по 2001 зробила те ж саме на Channel 10 у вечірній передачі "Caleidoscopio", для її сегмента, присвяченого історії. У 2004 була учасницею дискусії в програмі "Teledoce Agenda Confidencial", яку проводив Небер Араухо.
Крім того, з 1979 по 2008 працювала вчителем у кількох центрах середньої освіти та в  Universidad del Trabajo del Uruguay (UTU).
Рібейро спеціалізується на історії національного героя Хосе Хервасіо Артігаса, і опублікувала книгу "Los Tiempos de Artigas" в шести томах через видавництво El País в 1999. Пізніше провела вичерпне розслідування в парагвайських архівах щодо його життя в цій країні (з 1820 до смерті в 1850). Це змусило її поглибити інтерес до Верховного диктатора Хосе Гаспара Родрігеса де Франсії, який дав йому політичний притулок. Цей матеріал знайшов своє відображення в праці Рібейро "El Caudillo y el Dictador" (Planeta, 2004). Перший з двох томів книги "Los muy" присвячений іспанському народові Асунсьйона, а другий — Монтевідео, враховуючи її великі знання про обидві країни в 19 столітті. 

## Політика
На внутрішніх виборах у 2009 році, вона підтримувала кандидата від Національної партії Хорхе Ларранаґа.
На загальних виборах 2014 року Рібейро посіла шосте місце у списку кандидатів у Сенат.
З грудня 2019 року займає посаду заступника міністра освіти і культури Уругваю.

## Нагороди та відзнаки
- 1990 – First Prize of the National Academy of Letters in the contest on "Currents of Contemporary Uruguayan Historiography (1940 – 1990)"
- 1992 – First Prize of the National Academy of Letters in the contest on "Currents of Uruguayan Historiography (1880 – 1940)
- 1996 – First Prize of the National Academy of Letters in the contest on "Historians and chroniclers of Montevideo"
- 1998 – First Prize of the contest of essays organized by the newspaper El País on the "One Hundred Years of the Revolution of 1897"
- 2000 – "Woman of the Year" Award in the Literary category
- 2001 – Bartolomé Hidalgo Award, Revelation category, granted by the
- 2003 – "Woman of the Year" Award in the Literary category[9]
- 2004 – Bartolomé Hidalgo Award, granted by the Uruguayan Book Chamber, in the non-fiction category, for El Caudillo y el Dictador[10]
- 2004 – 2nd Prize of the Ministry of Education and Culture for the historical essay El Caudillo y el Dictador
- 2004 – Julio Sosa Prize, awarded by the municipality of Canelones
- 2004 – Dragon of San Fernando Prize, awarded by the Municipality of Maldonado
- 2005 – Silver (career) in "Historical Research", given by the Lolita Rubial Foundation "for her contribution to culture, art, and science"[4][11]
- 2014 – Bartolomé Hidalgo Award, granted by the Book Chamber of Uruguay, in the historical essay category, for Los Muy Fieles. Leales a la corona en el proceso revolucionario rioplatense. Montevideo-Asunción 1810 – 1820[12]
- 2014 – Premio Extraordinario from the University of Salamanca, Spain, for her thesis on royalist resistance in Asunción and Montevideo during the wars of independence[3].